# Т. Д. Гурлянд
Товарищество «Т. Д. Гурлянд» — существовавшая в дореволюционной России  компания, головной офис которой размещался в Москве

## История

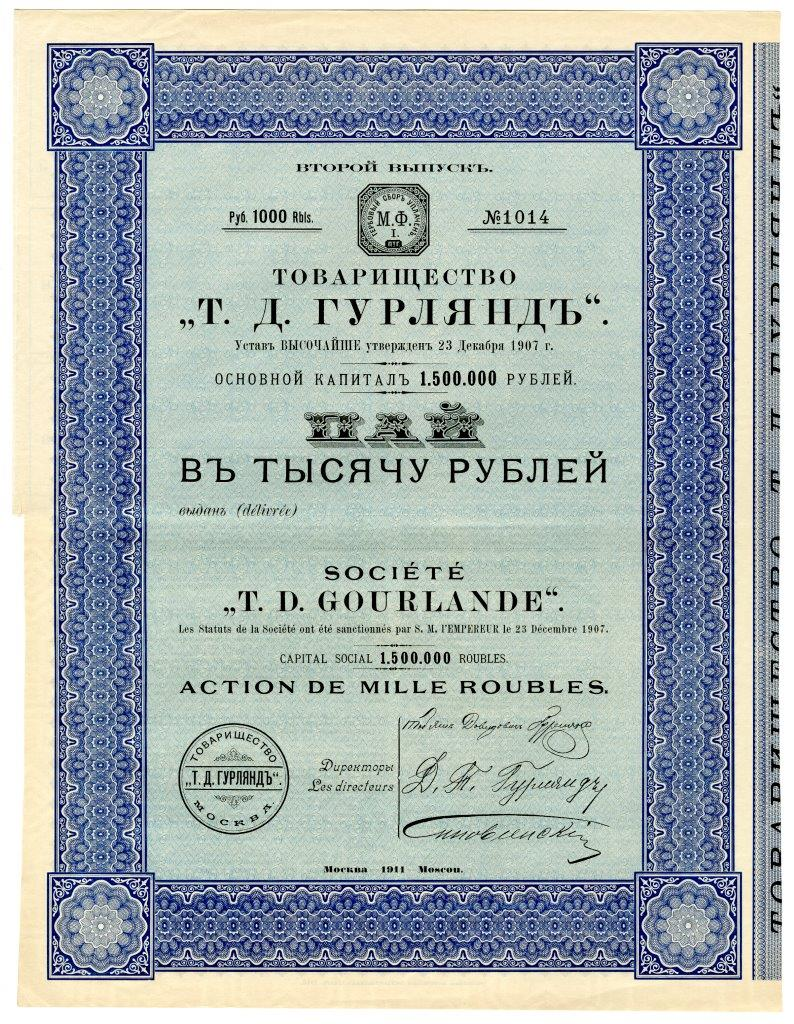
Пай в одну тыс. руб. Товарищества «Т. Д. Гурлянд». Москва, 1911 г.

Компания основана на рубеже 1907—1908 годов (Устав Высочайше утвержден 23 декабря 1907 года по старому стилю) купцом, бывшим присяжным попечителем Московского коммерческого суда Тобиашем Давидовичем Гурляндом.
Первоначально Основной капитал Товарищества составлял один млн. руб, разделенный на тысячу паёв в 1000 руб. каждый, однако 2 мая 1911 г. Министерство торговли и промышленности Российской империи удовлетворило ходатайство Товарищества «Т. Д. Гурлянд» об увеличении данной суммы в полтора раза посредством дополнительной эмиссии пятисот паёв по 1000 руб.
Компания занималась оптовой-розничной торговлей сукном и текстильной продукцией на собственных торговых площадях в Москве (Гостиный двор и Мурашевском подворье), а также в Вильне, Николаеве, Херсоне и Одессе.
Правление Товарищества размещалось в известном поныне «доме Губонина» на Тургеневской площади, приобретенном основателем и Председателем совета директоров Гурляндом с супругой Сарой Гиршевной в 1903 г.
Председатель совета директоров компании — Т. Д. Гурлянд.